# Herbert Turnauer
Herbert Turnauer (* 29. Juli 1907 in Prag; † 8. Jänner 2000 in Wien) war ein österreichischer Unternehmer.

## Leben
In den 1930er Jahren betrieb der aus einer Prager Unternehmerfamilie stammende Turnauer in Prag die von seiner Familie 1908 mitbegründete Fabrik für galvanische Elemente, Trockenbatterien und Netzanschlussgeräte Böhmische Aktiengesellschaft Le Carbone. Weiters war er Mitglied im Verwaltungsrat der Böhmischen Aktien-Fournierfabrik in Prag. Bis in die 1940er Jahre war er für die Tebas Industrielack AG tätig, die aus der 1901 von Wilhelm Beschke gegründeten Prager Niederlassung der Lackfabrik Thurm & Beschke KG (Magdeburg) entstanden war, einem bedeutenden Hersteller für Industrielacke, insbesondere Schutzlacke für Stahlbauten, Eisenbahnen und später auch für die Luftfahrt. Bereits sein Vater Max Turnauer war Repräsentant von Thurm & Beschke in Prag. Für die Ausgründung erwarb Max Turnauer ein 5.000 m² großes Grundstück in Poděbrady (Straße Nr. Pop. 195/7). Die Niederlassung von Thurm & Beschke bestand am ursprünglichen Standort in Prag-Vysočany fort. Der neuen Tebas Industrielack AG stand Turnauer als einer ihrer Prokuristen vor.
Nach dem Zweiten Weltkrieg wurde die vom Vater geerbte Lackfabrik in Prag enteignet und Herbert Turnauer des Landes verwiesen, obwohl er wegen seiner teilweise jüdischen Herkunft bei den Nazis als wehrunwürdig galt. 39 Jahre alt und vermögenslos, baute er zuerst in Mödling eine aus dem Jahr 1890 stammende Lackfabrik von Peter Stoll mit einem Hilfsarbeiter und dem Chemiker Herbert Hönel (Erfinder wasserlöslicher Kunstharze) auf. Mit dem Unternehmen übersiedelte Turnauer 1957 nach Guntramsdorf. Diese Fabrik wurde der größte Lackhersteller in Österreich. Sie firmierte bis zu ihrem Verkauf an den Hoechst-Konzern im Jahr 1969 als Stolllack. Turnauer gründete 1949 die Österreichische Isolierstoffwerke AG (Isovolta).
1969 gründete er die Constantia Industrieholding AG, bei der auch der frühere ÖVP-Parteiobmann Josef Taus Vorstandsdirektor war.
1970 erwarb er die Mehrheit an der Teich AG, die sich mit der Aluminiumverarbeitung beschäftigt. Zum Zeitpunkt seines Todes umfasste die Constantia Industrieholding fast 50 Werke im In- und Ausland.
Turnauer pflegte einen autoritären Führungsstil, galt als Monarchist und trat politisch als Förderer von Jörg Haider auf. Er galt als Workaholic und mied die Öffentlichkeit. Er wurde auf dem Grinzinger Friedhof (Gruppe 1, Reihe A, Nummer 6) bestattet.

## Nachkommen
- Max Turnauer (1931–2020), seit 25. Mai 2004 Botschafter des Souveränen Malteserordens im Fürstentum Liechtenstein und Ständiger Beobachter des Souveränen Malteserordens bei der Organisation der Vereinten Nationen für Industrielle Entwicklung (UNIDO) erbte 2000 die Constantia Industries AG
  - Stanislaus Turnauer (* 1970), Vorstand der Constantia Industries AG.
- Christine de Castelbajac (* 1946) verheiratet in erster Ehe mit dem französischen Grafen de Castelbajac. Christine de Castelbajac erbte 2000 die Constantia Packaging und die Constantia Privatbank AG, die seit 30. Dezember 2009 als Semper Constantia Privatbank Aktiengesellschaft firmiert.